# 165
Het jaar 165 is het 65e jaar in de 2e eeuw volgens de christelijke jaartelling.

## Gebeurtenissen

### Parthië
- Een Romeins expeditieleger (6 legioenen) onder leiding van keizer Lucius Verus valt Mesopotamië binnen en steekt de Eufraat over.
- Legio III Gallica onder bevel van Avidius Cassius verovert Seleucia aan de Tigris en steekt het koninklijk paleis in Ctesiphon in brand.
- Dura Europus wordt ingenomen, de Romeinen plaatsen er een garnizoen om de handelsroute naar de Perzische Golf te beschermen.

## Overleden
- Justinus de Martelaar, Joods apologeet en filosoof